# Joseph Depeiges
Joseph Depeiges est un juriste français, né le 13 février 1856 à Gannat et décédé le 26 mars 1945 à Vichy.

## Biographie
Fils de Joseph Félix Depeiges, ancien huissier puis économe de l'hôpital de Gannat, et de Marie Mélanie Chatel, il nait le 13 février 1856 au domicile de ses parents, à Gannat.
Il épouse, en premières noces, le 6 août 1894, à Clermont-Ferrand, Jeanne Honorée Boyer, petite-fille de Michel Euryale Fabre. Par ce mariage, il devient neveu par alliance du haut fonctionnaire, Paul Marie Fabre, et du notaire et homme politique, Philippe Audibert.
Veuf depuis le 11 février 1912, il épouse, en secondes noces, le 3 février 1920, à Paris, Lucie Gabrielle Garnier.
En 1916, il fait partie des cinq-cents signataires d'une réponse adressée, à l'initiative de la Société des Gens de Lettres, au message de sympathie et d'approbation de cinq-cents citoyens américains,.
Il décède le 26 mars 1945, à l'âge de 89 ans, en son domicile situé à Vichy, au 10 rue de Madrid.

## Carrière judiciaire
Après de brillantes études de droit, il choisit d'exercer en qualité d'avocat.
Rejoignant l'action publique, il est nommé substitut du procureur à Gannat, le 7 février 1880, en remplacement du Sieur Jalenques, nommé à Moulins, et, le 22 octobre suivant, substitut du procureur au Tribunal de Moulins.
Dès les premières années de sa vie judiciaire, il reçoit des appréciations qui laissent présager une magnifique carrière. Ainsi, ses supérieurs disent à son sujet que, malgré sa jeunesse, [il] a déjà des titres réellement exceptionnels à un avancement rapide, saluant notamment la solidité de ses connaissances juridiques, sa rectitude de jugement, la correction et la fermeté de sa parole, sa volonté de travail, sa haute tenue et concluant en le tenant pour un magistrat d'élite.
Le 13 novembre 1882, il est nommé procureur de la république près le tribunal de première instance de Gannat, en remplacement du Sieur Féry d'Esclands, nommé substitut du procureur général.
Le 13 décembre 1888, il soutient sa thèse de doctorat à la faculté de droit de Paris, intitulée De l'infamie en droit romain ; des effets civils des condamnations pénales en droit français.
Le 1er décembre 1891, il est nommé substitut du procureur général près la cour d'appel de Riom, en remplacement du Sieur Laloë, nommé conseiller.
Le 15 mars 1901, il est nommé avocat général près la cour d'appel de Riom.
Le 8 avril 1910, il est nommé président du tribunal de première instance de Saint-Étienne, en remplacement du Sieur Meynieux, nommé procureur général près la cour d'appel d'Agen.
Le 12 mars 1914, il est nommé procureur général près la Cour d'Appel de Riom. Profitant de l'accalmie de la vie judiciaire que connait la province durant l'été 1914, il se lance dans l'inspection de ses parquets et invite ses collaborateurs à profiter des circonstances pour réformer leurs méthodes de travail et alléger et simplifier leurs services. Il prescrit notamment un recensement précis et exhaustif des ouvrages de droit disponibles dans les bibliothèques de son ressort et, en commun accord avec son premier président, il crée ou complète leur documentation.
Le 25 novembre 1919, il est nommé avocat général à la Cour de Cassation, au sein de laquelle il opte pour la chambre criminelle.
Le 19 octobre 1929, il est nommé membre de la commission chargée de la préparation du tableau d'avancement des magistrats des cours d'appel et des tribunaux de première instance, en remplacement du Sieur Delrieu, décédé, fonction qu'il occupe jusqu'au 11 octobre 1930.
Le 6 mars 1931, il est admis à faire valoir ses droits à la retraite, à compter du 13 février 1931, et est nommé conseiller honoraire à la Cour de Cassation.

### Les grandes affaires

#### La bande Thomas ou les dévaliseurs d'églises
À l'hiver 1908, s'ouvre, devant la Cour d'assises du Puy-de-Dôme, le procès de la Bande Thomas dont il soutient l'accusation, en sa qualité d'avocat général. Déjà condamnés par la Cour d'Assises de la Haute-Vienne, pour de nombreux vols d'objets d'Art et d'église, perpétrés de 1904 à la fin de l'année 1907, les frères Thomas, Antony et François, leur complice, Antoine Faure, débitant à Clermont-Ferrand, et Michel Dufay, antiquaire à Clermont-Ferrand, dont la défense est assurée par Michel Colombier, doivent désormais répondre du vol et du recel de la Vierge à l'Enfant de la Sauvetat et du buste de Saint-Baudime, conservés dans l'église romane de Saint-Nectaire. Cette affaire, dans laquelle est également impliqué, un antiquaire parisien, monsieur de Lannoy, émeut particulièrement l'opinion publique du fait du caractère sacré de l'objet des larcins.
Malgré ses réquisitions, les deux antiquaires sont acquittés, Antony Thomas est reconnu coupable, sans circonstances atténuantes, et condamné à six ans de travaux forcés, son frère, François, et Antoine Faure, sont reconnus coupables, avec circonstances atténuantes, et condamnés à deux ans de travaux forcés, peines identiques à celles prononcées par la Cour d'assises de Limoges et qui se confondent avec ces dernières.

#### Les fusillés de Vingré
Au cours de l'instance en révision introduite au nom des six soldats condamnés à mort, par le conseil de guerre spécial du 298e Régiment d'Infanterie, et fusillés, pour l'exemple, après tirage au sort, le 4 décembre 1914, il œuvre, en sa qualité d'avocat général, pour la réhabilitation des fusillés de Vingré et pour l'annulation de la condamnation. Conformément à ses conclusions, la chambre criminelle de la cour de cassation, dans un arrêt du 29 janvier 1921, casse et annule ce jugement.

#### Le pourvoi des députés Cachin et Vaillant-Couturier
Dans le courant de l'année 1925, la Cour de Cassation est saisie d'un pourvoi formulé par le procureur général relatif à la condamnation, par le tribunal correctionnel, à six mois de prison et 2000 francs d'amende pour propagande antimilitariste, de Marcel Cachin et Paul Vaillant-Couturier, députés communistes, qui se sont vu refuser l'application de la loi d'amnistie. En sa qualité de rapporteur, ses conclusions confirment la thèse de la cour d'appel et conduisent au rejet du pourvoi. L'affaire est renvoyée, dans les semaines suivantes, devant la chambre des appels correctionnels pour être jugée au fond.

### La Société de législation comparée
À l'été 1888, il est élu membre de la Société de législation comparée.
En assemblée générale du 29 décembre 1925, il est élu, pour quatre ans, par ses pairs, membre du conseil de direction.
En assemblée générale du 21 décembre 1929, il est élu, pour quatre ans, à la vice-présidence de ladite société, en remplacement de Monsieur de Casabianca.
En 1933, Paul Grunebaum-Ballin, président de ladite société, étant promu aux hautes fonctions de membre du Conseil d'État, il assume, en sa qualité de vice-président, la présidence par intérim.
Vice-président, il est remplacé dans ses fonctions, en assemblée générale du 21 décembre 1933, tenue dans le Grand Salon du Ministère de la Justice, par Robert Beudant, conseiller à la Cour de Cassation.
Il est élu, en 1935, président de la Société de législation comparée, fonctions qu'il assure jusqu'au 21 décembre 1936,, date à laquelle les suffrages portent René Demogue à la présidence.

### La Société générale des prisons et de la législation criminelle
Membre de la Société générale des prisons et de la législation criminelle, il participe, en décembre 1933, à l'étude sur le rapport d'Henri Donnedieu de Vabres relatif à l'avant-projet de refonte du code pénal dit Code pénal Matter, du nom du procureur général près la Cour de cassation, Paul Matter, président de la commission de refonte à l'origine de ce projet. Dans ce cadre, il approuve notamment l'article 40 de cet avant-projet disposant que tout jugement portant condamnation à une amende pour un délit de droit commun devra, en prévision du défaut de paiement, dans les conditions et aux termes fixés par la décision, déterminer la durée de l'emprisonnement qui, le cas échéant, se substituera à l'amende et qui sera de un jour au moins et de six mois au plus et soutient également la thèse de l'élimination par la transportation en Guyane.

## Décorations et distinctions
- Officier d'académie
- Chevalier de l'ordre d'Isabelle la Catholique
- Officier de l'Instruction publique
- Officier de la Légion d'honneur

Le 14 juillet 1888, il est nommé Officier d'Académie.
En séance du 16 janvier 1896, il est nommé, par 29 voix, membre titulaire de l'Académie des sciences, belles-lettres et arts de Clermont-Ferrand.
Le 12 novembre 1900, Marie-Christine d'Autriche, assurant la régence du trône d'Espagne, lui décerne la décoration de Chevalier de l'Ordre d'Isabelle la catholique pour sa traduction du code de procédure criminelle espagnol en français,.
Le 1er janvier 1905, il est nommé Officier de l'Instruction publique.
Il est membre du comité de perfectionnement sous le patronage duquel fonctionne l'école de notariat de Clermont-Ferrand, pour l'année scolaire 1914-1915.
Par décret en date du 30 décembre 1918, il est nommé chevalier de la Légion d'honneur et élevé, le 30 décembre 1925, au grade d'officier.
Passionné de musique, il est, en 1925, président d'honneur du groupe Amitiés symphoniques, orchestre mixte de quarante exécutants.

## Publications, brochures et discours

### Discours
- Examen de quelques problèmes sur l'extradition (discours prononcé à l'audience solennelle de rentrée du 17 octobre 1892)[37],

- Molière légiste (discours prononcé à l'audience solennelle de rentrée du 17 octobre 1898)[38],[39],

- Les tendances du droit pénal contemporain (discours prononcé à l'audience solennelle de rentrée du 16 octobre 1902)[40],[41].

### Commentaires et manuels de procédure
- Commentaire pratique de la loi sur les récidivistes (1886)[42],[43],

- De la procédure du divorce et de la séparation de corps d'après les dispositions de la loi du 18 avril 1886 (1886)[44],

- Ecclésiastique, délit commis dans l'exercice du culte, diffamation, partie lésée, recours préalable pour abus (1888)[45],
- Notice et notes sur la loi du 24 janvier 1889, tendant à rendre à diverses catégories de condamnés leurs droits de vote et d'éligibilité à l'expiration ou à la remise de leur peine (1890)[46],
- Notice et notes sur la loi du 15 novembre 1892 imputant la détention préventive sur la durée des peines prononcées (1893)[47],
- Notice et notes sur la loi du 8 juin 1895, sur la révision des procès criminels et correctionnels et les indemnités aux victimes d'erreurs judiciaires (1896)[48],
- Notice et notes sur la loi du 6 avril 1897, modifiant l'article 174 du Code d'instruction criminelle, relatif à l'appel des jugements de simple police (1898)[49],

- De l'assistance du prévenu par un défenseur au cours de l'instruction préparatoire (Loi du 8 décembre 1897, articles 3, 7, 8, 9, 10 et 12) (1898-1899)[50],
- Notice et notes sur la loi du 10 mars 1898, ayant pour objet de rendre la réhabilitation applicable aux condamnés qui ont prescrit contre l'exécution de la peine (1899)[51],

- De la juridiction maritime commerciale (1900)[52],
- Notice et notes sur la loi du 5 août 1899, sur le casier judiciaire et sur la réhabilitation de droit (1900)[53],
- Notice et notes sur la loi du 11 juillet 1900, portant modifications de la loi du 5 août 1899 sur le casier judiciaire et sur la réhabilitation de droit (1901)[54],
- Notice et notes sur la loi du 21 novembre 1901, modifiant les articles 300 et 302 du Code pénal relatifs à l'infanticide (1902)[55],

- Du privilège de juridiction en matière de délits ou de crimes commis par des magistrats hors de leurs fonctions (Code d'instruction criminelle, art. 479 à 482; loi du 20 avril 1810, art. 10, 11, 18) (1906)[56],

- Le délit de fuite (1909)[57],

- En 1909, il signe une deuxième édition, refondue et remise au courant, de Pratique criminelle des cours et tribunaux : résumé de la jurisprudence sur les codes d'instruction criminelle et pénal, publiée, pour la première fois, en 1877, par Faustin Hélie[58], et dont il signera deux autres éditions.

- Notice et notes sur le code de procédure pénale du royaume d'Italie, promulgué par décret royal en date du 19 octobre 1930 et entré en vigueur le 1er juillet 1931[59] (1933),

### collaborations et contributions
Dès 1888, lorsqu'il intègre la Société de législation comparée, il collabore à la rédaction et l'enrichissement de l'Annuaire de législation française publié par la Société de législation comparée,.
En 1894, puis en 1904, il collabore à la Revue général de droit international public - droit des gens - histoire diplomatique - droit pénal - droit fiscal - droit administratif,.
En 1914, il contribue au projet, porté par Adrien Carpentier, agrégé des facultés de droit, avocat à la cour de Paris, et Georges Frèrejouan du Saint, docteur en droit, également avocat à la cour de Paris, de la deuxième édition du Répertoire général alphabétique du Droit français contenant, sur toutes les matières de la science et de la pratique juridiques, l'exposé de la législation, l'analyse critique de la doctrine et les solutions de la jurisprudence et augmenté, sur les mots les plus importants, de notions étendues de droit étranger comparé et de droit international privé.
À compter de 1936, il fait partie du comité de patronage de la Revue de science criminelle et de droit comparé publiée sous les auspices de l’Institut de Criminologie et de l'Institut de Droit comparé de la Faculté de Paris.

### Traduction
En 1898, avec le concours de Gabriel Verdier, il traduit et annote le code de procédure criminelle espagnol, promulgué par décret royal du 14 septembre 1882.

### Direction de publications
Il prend la suite de Gustave Dutruc à la direction de la publication du Journal du Ministère public et du droit criminel : recueil mensuel et raisonné de jurisprudence, de doctrine et de législation concernant les attributions tant administratives que judiciaires du ministère public et celles du juge d'instruction, avant 1899.